# Ключевское (Удмуртия)
Ключевское — деревня в Кезском районе Удмуртской республики.

## География
Находится в северо-восточной части Удмуртии на расстоянии приблизительно 2 км на запад по прямой от районного центра поселка Кез.

## История
Известна с 1924 года как починок с 16 дворами. С 1932 года деревня. До 2021 года входила в состав Ключевского сельского поселения.

## Население
Постоянное население составляло 135 человек (1924 год), 107 человек в 2002 году (удмурты 89 %), 120 в 2012.